# We Like It Here
We Like It Here è un album del gruppo jazz americano Snarky Puppy pubblicato nel 2014.

## Tracce
Musiche di Michael League, eccetto dove indicato.
1. Shofukan – 6:33
2. What About Me? – 6:42
3. Sleeper – 6:51 (Mike Maher)
4. Jambone – 5:07 (Michael League, Bob Lanzetti)
5. Kite – 6:12
6. Outlier – 6:45 (Justin Stanton)
7. Tio Macaco – 5:43
8. Lingus – 10:45

Durata totale: 54:38